# Piti, Guam
Piti är en ort och en village (administrativ enhet) i Guam (USA). Den ligger i den västra delen av ön Guam, 6 km väster om huvudstaden Hagåtña. Antalet invånare är 1 454. 
Följande finns i Piti:
- Piti Bay (en vik)
- Sasa Bay (en vik)
- Family Beach (en strand)
- Outhouse Beach (en strand)
- Cabras Island (en ö)
- Mount Tenjo (ett berg)